# Galaxy Unpacked
Galaxy Unpacked é um evento semestral organizado pela Samsung Electronics onde apresenta novos dispositivos, incluindo smartphones, tablets e dispositivos portáteis. Foi realizado pela primeira vez em junho de 2009 no evento CommunicAsia no Singapore Expo em Singapura, e agora é realizado com mais frequência em Barcelona (Espanha) e Nova Iorque (Estados Unidos).
No evento, líderes da empresa apresentaram os novos produtos da Samsung Electronics, que puderam ser testados pelos participantes em áreas de demonstração. A transmissão ao vivo do Galaxy Unpacked contou com uma música exclusiva da marca Samsung Galaxy, chamada "Over the Horizon", e uma animação temática.
Em virtude da pandemia COVID-19, a Samsung realizou o primeiro evento totalmente virtual em agosto de 2020, para lançar a série Galaxy Note 20 de dispositivos. O evento teve cinquenta e seis milhões de visualizações acumuladas e foi transmitido ao vivo da sede da empresa em Suwon, Coreia do Sul.
O Galaxy Unpacked de fevereiro de 2023 marcou o retorno do formato presencial e ocorreu em 1 de fevereiro às 6PM GMT (7PM CET).

## Produtos lançados
| Ano  | Cronologia de lançamentos de produtos |
| 2009 | Samsung S8000 Jet, Samsung i8000 Omnia II |
| 2010 | Samsung S8500 Wave (Fevereiro), primeiro Samsung Galaxy S (Março) |
| 2011 | Samsung Galaxy S2, primeiro Galaxy Note, Galaxy Nexus |
| 2012 | Samsung Galaxy S3, Galaxy Note2, Galaxy Tab 2 e Galaxy Camera |
| 2013 | Samsung Galaxy S4, Galaxy Note3, Galaxy Gear |
| 2014 | Samsung Galaxy S5, Galaxy Note4, Galaxy Note Edge, Galaxy Tab Active, Gear S, Gear VR, Gear Circle, Gear Live, Gear Fit, Gear 2 Neo e Gear 2 |
| 2015 | Samsung Galaxy S6, Galaxy S6 Edge, Galaxy S6 Edge+, Galaxy Note5, Gear S2 |
| 2016 | Galaxy S7, Galaxy S7 Edge, Câmera Gear 360, Galaxy Note7, Gear S3 Classic, Gear S3 Frontier, Gear VR, Gear Fit2, Gear S2 Classic e Gear IconX |
| 2017 | Galaxy S8, Galaxy S8+, Galaxy Note8, Galaxy Tab S3, Gear Fit2 Pro e Gear Sport |
| 2018 | Galaxy S9, Galaxy S9+, Galaxy Note9, Galaxy Watch, Galaxy Home |
| 2019 | Galaxy S10e, Galaxy S10, Galaxy S10+, Galaxy S10 5G, Galaxy Note10, Galaxy Fold, Galaxy Book S, Galaxy Watch Active, Galaxy Fit, Galaxy Watch Active2, Galaxy Buds, Galaxy Z Flip, Galaxy A70, Galaxy A80 |
| 2020 | Galaxy S20, Galaxy S20+, Galaxy S20 Ultra, Galaxy Note20, Galaxy Note20 Ultra, Galaxy Z Fold2, Galaxy S20 FE, Galaxy Buds+, Galaxy Buds Live, Galaxy Tab S7, Galaxy Tab S7+, Galaxy Fit2, Galaxy Watch3, Galaxy A01, Galaxy A11, Galaxy A21s, Galaxy A31, Galaxy A41, Galaxy A51, Galaxy A51 5G, Galaxy A51 5G UW, Galaxy A71, Galaxy A71 5G, Galaxy A71 5G UW |
| 2021 | Galaxy Z Fold3, Galaxy Z Flip3, Galaxy Watch4 e Galaxy Watch4 Classic, Galaxy Buds2, Galaxy S21, Galaxy S21+, Galaxy S21 Ultra, Galaxy Buds Pro and Galaxy SmartTag, Galaxy A02, Galaxy A12, Galaxy A32, Galaxy A32 5G, Galaxy A42 5G, Galaxy A52, Galaxy A52 5G, Galaxy A72, Galaxy Book, Galaxy Book Pro, Galaxy Book Pro 360                                |
| 2022 | Galaxy S22, Galaxy S22+, Galaxy S22 Ultra, Galaxy S21 FE, Galaxy Tab S8, Galaxy Tab S8+, Galaxy Tab S8 Ultra, Galaxy M33, Galaxy M23, Galaxy A23, Galaxy A13, Galaxy A33 5G, Galaxy A53 5G, Galaxy A73 5G, Galaxy Z Fold 4, Galaxy Z Flip 4, Galaxy Watch 5, Galaxy Watch 5 Pro, Galaxy Buds2 Pro                                                              |
| 2023 | Galaxy S23, Galaxy S23+, Galaxy S23 Ultra, Galaxy Book 3 Pro, Galaxy Book 3 Pro 360, Galaxy Book 3 Ultra |